# Iván Fundora
Iván Fundora Zaldivar  (ur. 14 kwietnia 1976) – kubański zapaśnik w stylu wolnym. Dwukrotny olimpijczyk. Brązowy medalista z Aten 2004, piąte miejsce w Pekinie 2008.
Sześciokrotny uczestnik Mistrzostw Świata, brązowy medalista w 2007 roku. Złoty medalista Igrzysk Panamerykańskich w 2007.
Osiem razy najlepszy na Mistrzostwach Panamerykańskich. Pierwsze miejsce w Pucharze Świata w 2005; czwarte w 2006 i drugi w drużynie w 2008 roku.